# Les Loges-Marchis
Les Loges-Marchis – miejscowość i gmina we Francji, w regionie Normandia, w departamencie Manche.
Według danych na rok 1990 gminę zamieszkiwało 916 osób, a gęstość zaludnienia wynosiła 46 osób/km² (wśród 1815 gmin Dolnej Normandii Les Loges-Marchis plasuje się na 245. miejscu pod względem liczby ludności, natomiast pod względem powierzchni na miejscu 123.).